# Мировой энергетический совет
Мировой энергетический совет (МИРЭС; англ. World Energy Council, WEC) — крупнейшая международная энергетическая некоммерческая организация, глобальный форум для идейного лидерства и реального взаимодействия со штаб-квартирой в Лондоне. Его миссия — «Содействовать устойчивому снабжению и использованию энергии на благо всех людей». Представляет интересы более 3000 энергетических организаций из около 100 стран мира. Участие осуществляется через Национальные комитеты.
Аккредитованный ООН орган по проблемам энергетики.
Центральный офис МИРЭС (Лондон) возглавляет Генеральный секретарь, подотчётный Совету офицеров МИРЭС, который в свою очередь подчиняется Председателю.
Председатель и Вице-председатель МИРЭС избираются сроком на три года. Своего кандидата может предложить любой Национальный комитет.
Мировой энергетический совет является основной беспристрастной сетью лидеров и практиков, продвигающих доступную, стабильную и экологически безопасную энергетическую систему для наибольшей выгоды для всех. Созданный в 1923 году, Совет является аккредитованным ООН глобальным энергетическим органом, представляющим весь энергетический спектр, в который входят более 3000 организаций-членов, расположенных в более чем 90 странах и представляющих правительства, частные и государственные корпорации, научные круги, НПО и энергетические организации. — связанные заинтересованные стороны. Мировой энергетический совет информирует глобальные, региональные и национальные энергетические стратегии, проводя мероприятия высокого уровня, публикуя авторитетные исследования и работая через свою обширную сеть членов для содействия мировой энергетической политике .диалог. Сегодня Совет имеет комитеты-члены, созданные в более чем 90 странах, которые представляют более 3000 организаций-членов, включая правительства, промышленность и экспертные учреждения. Мировой энергетический совет охватывает все энергетические ресурсы и технологии энергоснабжения

## История
Идея создания Совета возникла у Даниэля Никола Данлопа в 1920-х годах. Он хотел собрать экспертов со всего мира для обсуждения текущих и будущих энергетических проблем. Он организовал в 1923 году первые национальные комитеты, которые организовали первую Всемирную энергетическую конференцию (ВЭК) в 1924 году. 1701 эксперт из 40 стран собрались в Лондоне для обсуждения вопросов энергетики. Встреча прошла успешно, и 11 июля 1924 года участники решили создать постоянную организацию под названием «Всемирная энергетическая конференция» . Данлоп был избран ее первым генеральным секретарем. В 1968 году название было изменено на Всемирную энергетическую конференцию, а в 1989 году она стала Мировым энергетическим советом.

## Функции МИРЭС
- проведение Мирового энергетического конгресса
- консолидация руководителей и профессионалов в энергетической сфере
- поощрение исследовательской работы по энергетическим вопросам
- сопоставление научных сведений для устойчивого развития энергосектора, изучение различных методов энергоснабжения и перспектив применения энергии
- освещение глобальных, государственных, региональных стратегий путем проведения мероприятий на мировом уровне, научных исследований с публикацией их результатов

## Участники МИРЭС
По состоянию на июнь 2017 года Мировой энергетический совет состоит из 94 государств:
 Алжир
 Аргентина
 Армения
 Австрия
 Бахрейн
 Бельгия
 Боливия
 Ботсвана
 Бразилия
 Болгария
 Камерун
 Канада
 Республика Чад
 Чили
 Китай
 Колумбия
 Республика Конго
 Республика Кот-д’Ивуар
 Хорватия
 Республика Кипр
 Чешская Республика
 Дания
 Эквадор
 Египет
 Эстония
 Эфиопия
 Финляндия
 Франция
 Германия
 Гана
 Греция
 Гонконг
 Венгрия
 Исландия
 Индия
 Иран
 Ирак
 Ирландия
 Израиль
 Италия
 Япония
 Иордания
 Казахстан
 Кения
 Республика Корея
 Латвия
 Ливан
 Ливия
 Литва
 Люксембург
 Малайзия
 Мексика
 Монако
 Монголия
 Марокко
 Намибия
 Непал
 Нидерланды
 Новая Зеландия
 Нигер
 Нигерия
 Пакистан
 Парагвай
 Перу
 Польша
 Португалия
 Румыния
 Российская Федерация
 Саудовская Аравия
 Сенегал
 Сербия
 Сингапур
 Словакия
 Словения
 ЮАР
 Испания
 Шри-Ланка
 Республика Свазиленд
 Швеция
 Швейцария
 Сирия
 Танзания
 Таиланд
 Тринидад и Тобаго
 Тунис
 Турция
 Украина
 ОАЭ
 Великобритания
 США
 Уругвай
 Вьетнам
 Йемен
 Зимбабве